# Cameron Carr
Cameron Carr (1876 – ?) foi um ator britânico da era do cinema mudo.

## Filmografia selecionada
- The Woman Wins (1918)
- A Great Coup (1919)
- A Daughter of Eve (1919)
- Trent's Last Case (1920)
- Her Son (1920)
- The Imperfect Lover (1921)
- The Loudwater Mystery (1921)
- Fox Farm (1922)
- Boy Woodburn (1922)
- The Uninvited Guest (1923)
- Out to Win (1923)
- The Great Well (1924)
- The Notorious Mrs. Carrick (1924)
- The House of Marney (1926)
- Poppies of Flanders (1927)
- The Blue Peter (1928)
- The W Plan (1930)
- On Thin Ice (1933)